# (16393) 1981 QS
1981 كيو أس (ويعرف أيضًا باسم (16393) 1981 كيو أس وفق تسمية الكوكب الصغير) (بالإنجليزية: 1981 QS)‏ هو كويكب ضمن حزام الكويكبات؛ وترتيبه 16393 من حيث الاكتشاف.
اكتُشف هذا الجُرم الفلكي بواسطة Ladislav Brožek ‏ في 24 أغسطس 1981.

## وصلات خارجية
- (16393) 1981 QS في قاعدة بيانات مختبر الدفع النفاث لأجرام النظام الشمسي الصغيرة

- الاكتشاف · مخطط المدار ·  العناصر المدارية · المعلمات المادية

- (16393) 1981 QS على موقع ويكي سكاي: DSS2, SDSS, GALEX, IRAS, Hydrogen α, X-Ray, Astrophoto, Sky Map, Articles and images